# ۱۳۱۲ (میلادی)
۱۳۱۲ (میلادی) هزار و سیصد  و دوازدهمین سال تقویم میلادی است.

## زادگان
- ۱۳ نوامبر - ادوارد سوم، پادشاه انگلستان (م. ۱۳۷۷)

## درگذشتگان
‎